# Olof II de Suède
Olof II Björnsson  est un personnage semi-légendaire qui est co-roi de Suède vers 970/980.
Fils de Björn III le Vieux, il règne conjointement avec son frère Éric VI.
Selon la tradition évoquée par les Sagas (Saga de Hervor et du roi Heidrekr et Styrbjarnar þáttr Svíakappa) après la mort d'Olof, empoisonné pendant qu'il mangeait une soupe aux pois, Éric VI refuse de partager le royaume avec son neveu Styrbjörn Starke, le fils putatif d'Olof II, ce qui entraîne une longue guerre entre les deux prétendants qui se termine lors de la bataille de Fyrisvellir près d'Uppsala. Olof est également réputé être de le père de Gyrid Olafsdottir, l'épouse de Harald Gormsson, roi de Danemark.